# Brugia
Brugia (nld. Brugge, wym. [ˈbrʏɣə] ( odsłuchaj); fr. Bruges [bʁyʒ] ( odsłuchaj); niem. Brügge) – miasto w północno-zachodniej Belgii, w Regionie Flamandzkim, ośrodek administracyjny prowincji Flandria Zachodnia oraz okręgu Brugia. Powierzchnia miasta wynosi 140,99 km², a liczba mieszkańców 1 stycznia 2024 r. wynosiła 119 869. Pod względem liczby mieszkańców jest największym miastem w prowincji.
Dzięki licznym kanałom w historycznej części miasta nazywane jest flamandzką Wenecją. 
Ważny port śródlądowy dostępny dla statków morskich, połączony kanałami z Ostendą i Zeebrugge nad Morzem Północnym oraz z Gandawą. Duży ośrodek przemysłu: koksownia, nowoczesna stalownia, fabryka wagonów i maszyn rolniczych, tradycyjny wyrób koronek brabanckich wytwarzanych metodą klockową i dywanów, odzieżowy i spożywczy, zakłady radiowo-telewizyjne.
Węzeł kolejowy i drogowy, mający połączenie autostradą z Ostendą i Brukselą. Obok Antwerpii główny ośrodek turystyczny kraju.

## Historia

### Początki
Pierwsze fortyfikacje powstały po podboju przez Juliusza Cezara plemienia Menapiów w I wieku p.n.e. i miały chronić wybrzeże przed piratami. Frankowie przejęli ten obszar od starożytnych Rzymian około IV wieku. W IX wieku wikingowie najechali te ziemie zmuszając Baldwina I, hrabiego Flandrii do wzmocnienia fortyfikacji. Wkrótce wznowiono handel z Anglią i Skandynawią. Mniej więcej w tym okresie pojawiły się monety z nazwą Bryggia (być może o tym samym pochodzeniu co norweskie Bryggen).

### Złoty Wiek (XII–XV wiek)
Brugia otrzymała prawa miejskie 27 lipca 1128 roku. Wówczas zbudowane zostały nowe mury i kanały. Od mniej więcej roku 1050 stopniowe zamulanie spowodowało, iż miasto utraciło bezpośredni dostęp do morza. Odzyskało go wskutek sztormu w 1134 roku, który stworzył naturalną zatokę Zwin.
Już na początku XIII wieku Brugia brała udział w targach suknem. Dzięki kontaktom z Anglią, importowano do Flandrii normandzkie zboże i gaskońskie wino. Hanzeatyckie statki cumowały na nabrzeżu, które musiało zostać rozbudowane. W 1277 roku, pierwsza flota handlowa z Genui zawinęła do Brugii, dzięki czemu miasto stało się głównym miastem handlującym z terenami położonymi wokół Morza Śródziemnego. To wydarzenie otworzyło drogę do handlu przyprawami z Lewantem i rozwoju bankowości w Brugii. W 1409 roku otwarto zajazd Huis ter Beurze, który stał się pierwszą giełdą i najbardziej rozwiniętym rynkiem pieniężnym w Niderlandach w XIV wieku.
W mieście funkcjonowały rozwinięty rynek, system bankowości i usług handlowych. Okres największej świetności średniowiecznej Brugii przypadł na lata 1280–1390. W odniesieniu do tego okresu flandryjskie miasto jest określane mianem jednej z „kolebek europejskiego kapitalizmu”.
W 1302 mieszkańcy Brugii dołączyli do hrabiego Flandrii i walczyli przeciwko Francuzom. Zakończeniem tego powstania była bitwa pod Courtrai, stoczona w pobliżu Kortrijku 11 lipca. Pomniki Jana Breydela i Pietera de Conincka, przywódców powstania, stoją ciągle na rynku miasta.
W XV wieku Filip III Dobry, książę Burgundii ustanowił w Brugii, Brukseli i Lille swoje dwory, co przyciągnęło wielu artystów, bankierów i inne wybitne osobistości z całej Europy. Nowa szkoła flamandzka, prezentująca techniki malowania olejem, zyskała światową sławę. Pierwsza angielska książka była wydrukowana w Brugii przez Williama Caxtona. Również w tym czasie Edward IV i Ryszard III przebywali tu na wygnaniu.
W tym okresie miasto liczyło około 40 tysięcy mieszkańców.

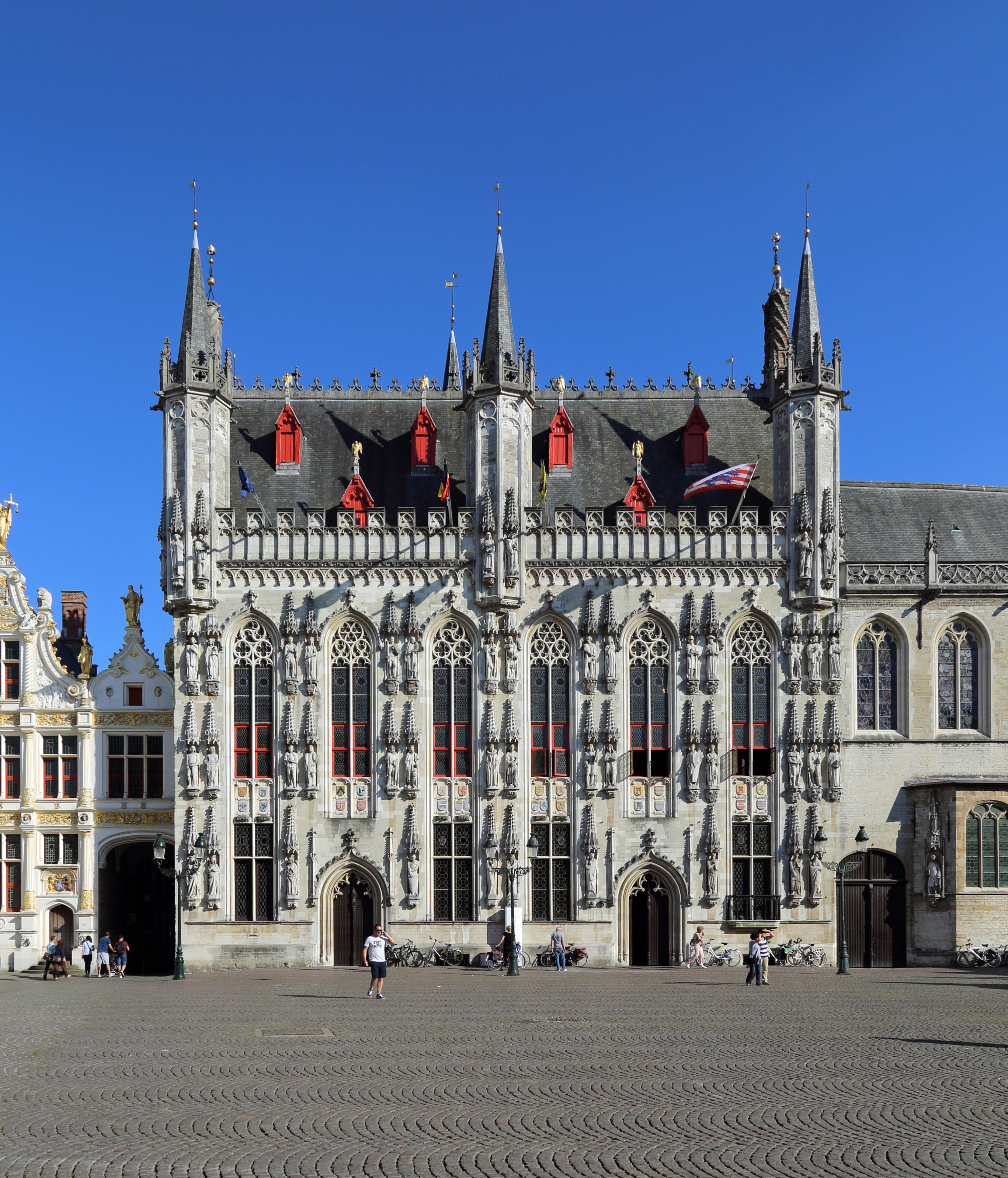
Ratusz w Brugii z XIV wieku

### XVI wiek do dziś
Od około 1500 roku zatoka Zwin, która była źródłem potęgi miasta, zaczęła się zamulać. Niedługo potem miasto straciło znaczenie handlowe na rzecz Antwerpii. W XVII wieku koronkarstwo upadło i podjęto wiele wysiłków by przywrócić dawną świetność miasta. Port został zmodernizowany, zbudowano nowe połączenie z morzem, ale i to niewiele pomogło. Brugia nadal ubożała i traciła na znaczeniu. Georges Rodenbach napisał o mieście Martwa Brugia. W drugiej połowie XIX wieku Brugia stała się miastem turystycznym, przyciągającym bogatych brytyjskich i francuskich turystów. W drugiej połowie XX wieku miasto zaczęło odzyskiwać dawną sławę. Port morski, pierwotnie zbudowany przez Niemców dla ich U-Bootów podczas I wojny światowej, został powiększony w latach 70. i 80. Nastąpił boom turystyczny i w 2002 roku Brugia została wybrana Europejską Stolicą Kultury.

## Podział administracyjny
W skład miasta wchodzi siedem dzielnic (deelgemeente):
- Assebroek
- Dudzele
- Koolkerke
- Lissewege
- Sint-Andries (Saint-André)
- Sint-Kruis (Sainte-Croix)
- Sint-Michiels (Saint-Michel)

## Sztuka

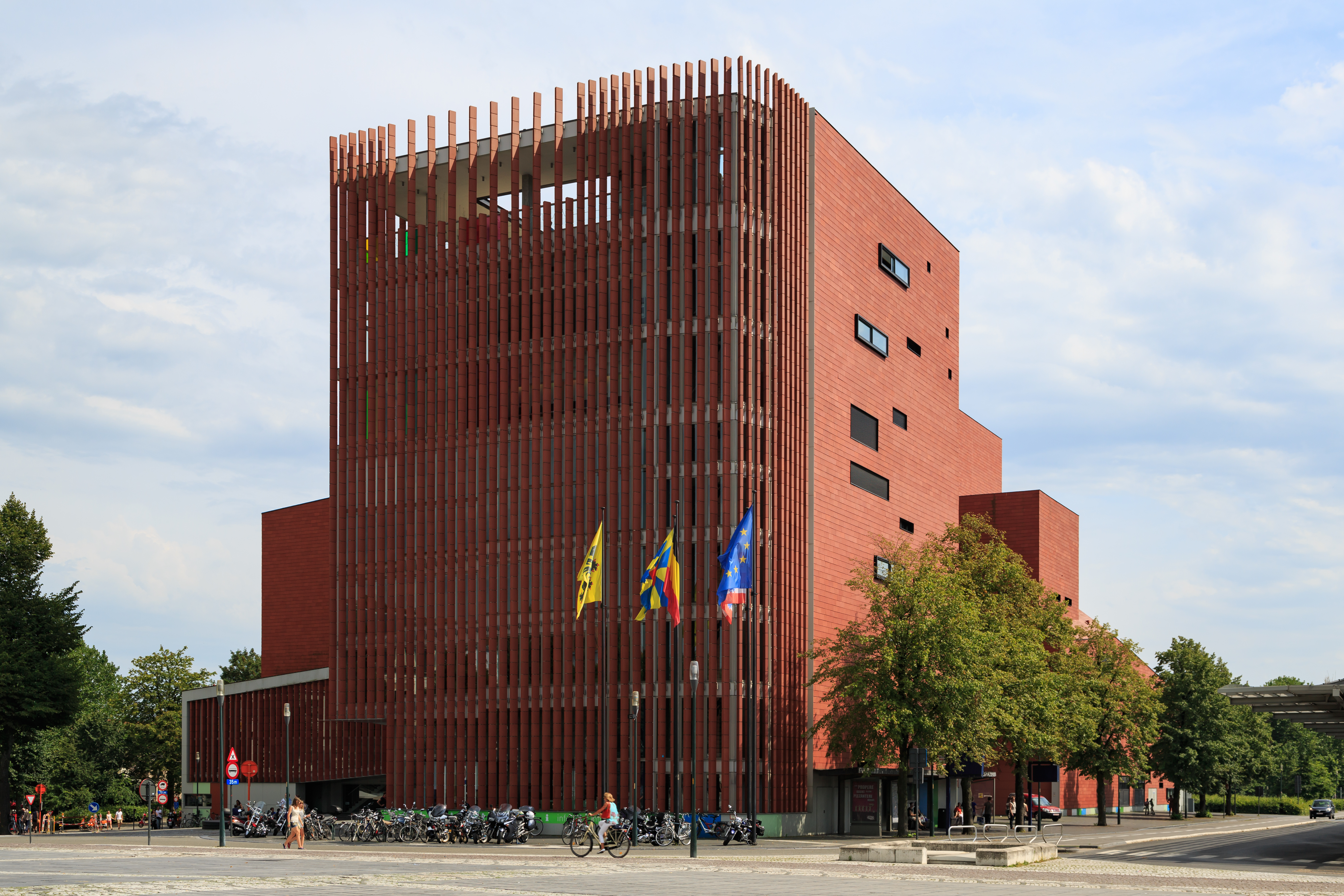
Kompleks kulturalny Concertgebouw

Brugia jest kolebką malarstwa flamandzkiego. Działali w niej wybitni malarze i miniaturzyści. Największy rozkwit szkoły brugijskiej miał miejsce w XV wieku. W 1430 roku osiedlił się tutaj, ożenił i mieszkał aż do śmierci malarz Jan van Eyck. Pracowali tu także tacy artyści jak Petrus Cristus, Hugo van der Goes, Hans Memling (Relikwiarz świętej Urszuli) czy Gerard David. Brugijskie iluminatorstwo rozwinęło się za sprawą Willema Vrelanta i Liédeta, a zasłynęło dzięki Alexandrowi Beningowi. W XVI wieku środowisko artystyczne Brugii ubożeje. W XVII wieku pojawia się tu jeszcze wielki talent – Jacob van Oost. Brugia ma dziś duże znaczenie ze względu na duże zbiory sztuki dawnej. W 1930 roku zostało otworzone muzeum sztuk pięknych Groeningemuseum.

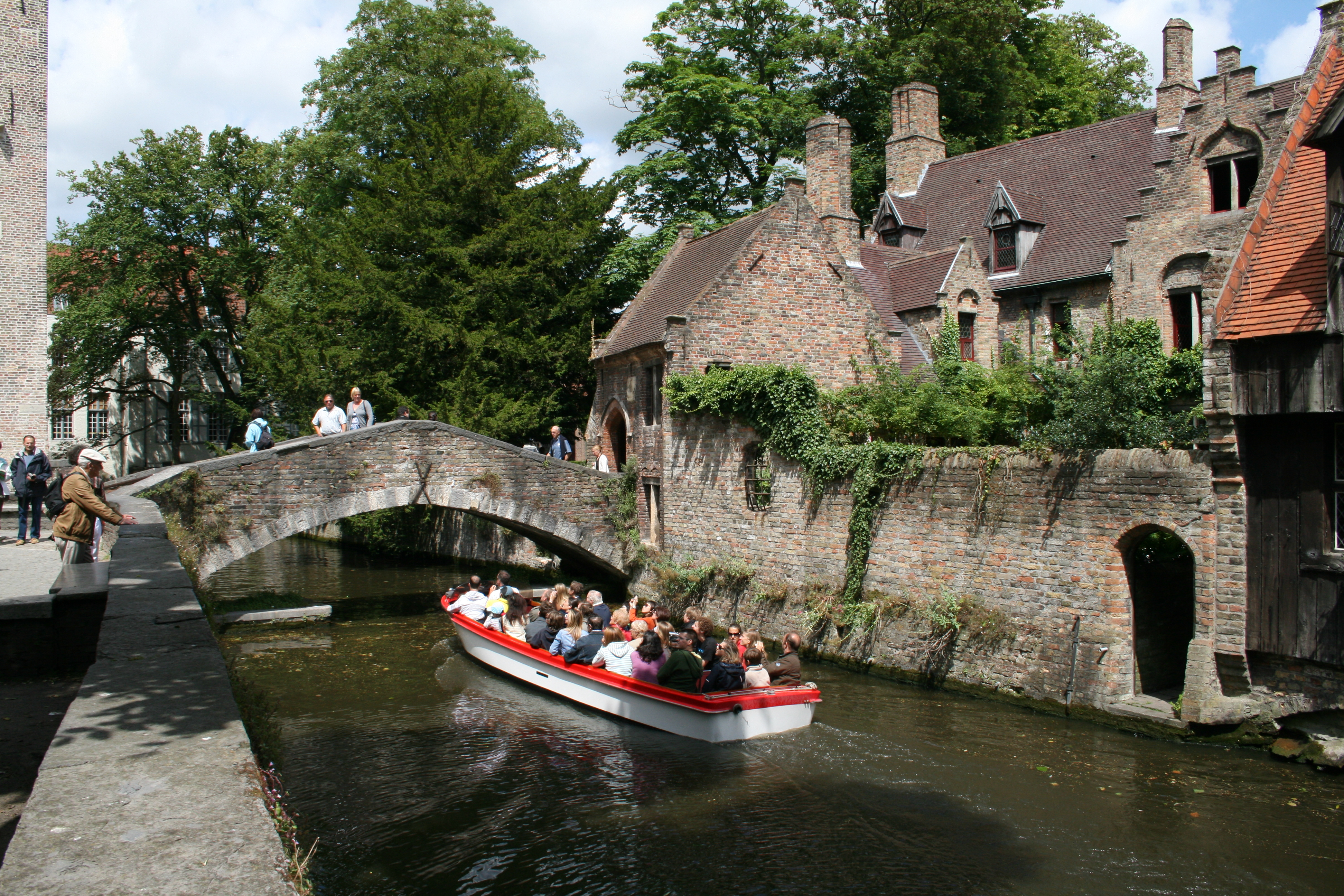
Kanał

## Zabytki
- place Markt i Burg w pierwotnym układzie
- katedra św. Zbawiciela (Sint-Salvator) z XII w., wielokrotnie przebudowywana m.in. w XV-XVI i XIX w.
- Szpital św. Jana (Sint-Jan) ufundowany w 1188 r.
- Bazylika Świętej Krwi (Heilig Bloed) z XII wieku, posiada fiolkę z rzekomą krwią Chrystusa
- na rynku Markt hale targowe z XIII-XIV w. i 1561–66 oraz wieża beffroi, XIII-XV w., XIX w. z carillonem składającym się z 47 dzwonów
- Provinciaal Hof – dawna siedziba Rady Flandrii Zachodniej, przebudowana w stylu neogotyckim w latach 1887–1921 r.
- kościół NMP (Onze-Lieve-Vrouw) z XIII-XVI w. z rzeźbą Michała Anioła Madonna z Dzieciątkiem) ze 122-metrową wieżą kościelną
- gotycki ratusz z bogato rzeźbioną fasadą z XIV-XV w.
- renesansowa kancelaria miejska z 1535–37 r.
- kościół św. Walpurgii (Sint-Walburga) z 1619–41 r.
- liczne muzea m.in. Groeningemuseum, Brugse Vrije i Muzeum Memlinga (Museum Sint-Janshospitaal)
- ratusz z XIV wieku
- beginaż z 1245 roku

### Centrum

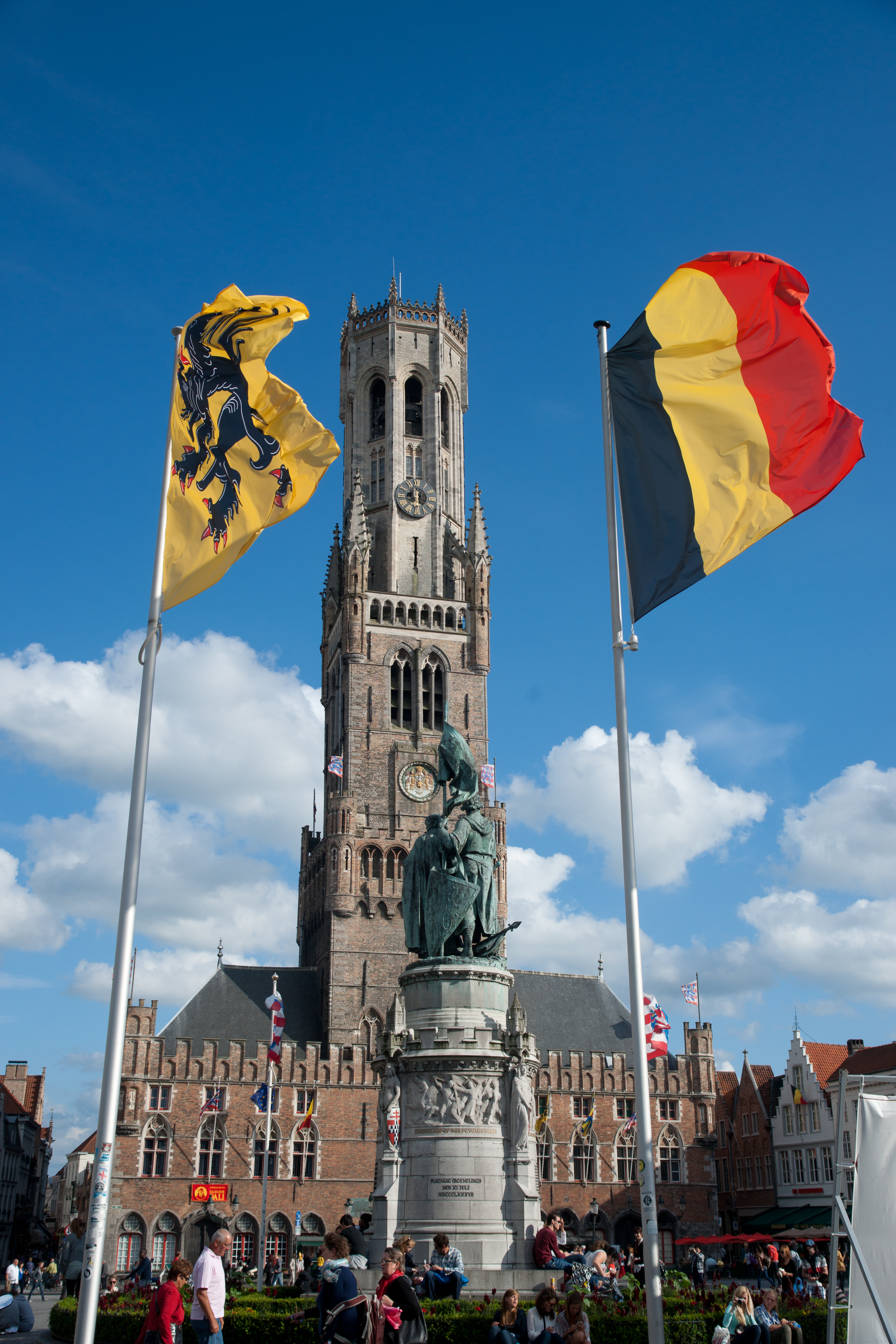
Beffroi

Historyczne centrum Brugii znajduje się od 2000 roku na liście światowego dziedzictwa UNESCO.
Brugia stanowi wyjątkowy przykład średniowiecznej zabudowy, która zachowała swoją historyczną strukturę, rozwijającą się przez stulecia, gdzie pierwotna zabudowa gotycka jest częścią tożsamości miasta. Jako jedna z handlowych i kulturalnych stolic Europy rozwinęła kontakty kulturalne z różnymi częściami świata. Brugia była też miejscem powstania szkoły malarskiej prymitywistów flamandzkich. Stanowiła centrum mecenatu i rozwoju malarstwa średniowiecznego dzięki działalności takich artystów jak Hans Memling i Jan van Eyck.

## Szkolnictwo
W Brugii mieści się Kolegium Europejskie, prestiżowa szkoła wyższa, oferująca studia w zakresie europejskiej ekonomii, prawa i polityki.

## Browarnictwo
Kilka piw nosi nazwę od nazwy miasta – Brugge Tripel, Brugs Tarwebier i Straffe Hendrik. Jednak tylko piwo marki Brugse Zot jest warzone w Brugii, w browarze De Halve Maan.

## Współpraca
Miejscowości partnerskie:
- Bad Arolsen, Niemcy
- Bastogne, Luksemburg
- Burgos, Hiszpania
- Ebolowa, Kamerun
- Locarno, Szwajcaria (do 1971 r.)
- Mons, Hainaut
- Nicea, Francja (do 1971 r.)
- Norymberga, Niemcy (do 1971 r.)
- Salamanka, Hiszpania
- Wenecja, Włochy (do 1971 r.)